# Felix Eugenio Mkhori
Felix Eugenio Mkhori (* 24. August 1931 in Mtenje; † 27. Oktober 2012 in Blantyre) war Bischof von Lilongwe. 

## Leben
Felix Mkhori empfing nach seiner philosophischen und theologischen Ausbildung am 8. September 1961 die Priesterweihe. 
Papst Paul VI. ernannte ihn am 29. September 1977 zum Weihbischof in Chikwawa und Titularbischof von Sicca Veneria. Der Bischof von Chikwawa, Eugen Joseph Frans Vroemen SMM, spendete ihm am 8. Januar 1978 in der Kathedrale von Limbe die Bischofsweihe; Mitkonsekratoren waren Matthias A. Chimole, Bischof von Lilongwe, und James Chiona, Erzbischof von Blantyre.
Johannes Paul II. ernannte ihn am 12. Februar 1979 zum Bischof von Chikwawa. Am 23. Januar 2001 wurde er zum Bischof von Lilongwe ernannt. Er engagierte sich in der Vereinigung der Bischofskonferenzen Ostafrikas (AMECEA). Mkhori war von 1994 bis 2000 Vorsitzender der Bischofskonferenz von Malawi (Episcopal Conference of Malawi (ECM)).
Am 4. Juli 2007 nahm Papst Benedikt XVI. seinen altersbedingten Rücktritt an.

## Wirken
Er setzte sich wiederholt für die Menschenrechte in Malawi ein; er war zusammen mit sieben weiteren Bischöfen Unterzeichner der Erklärung Living in our Faith, die sich gegen die Menschenrechtsverletzungen und Machtmissbrauch des Regimes von Diktator Hastings Kamuzu Banda richtete. Er und die anderen Bischöfe wurde daraufhin unter Hausarrest gestellt und zum Tode verurteilt.
Mkhori galt als wichtiger Mediator zwischen den verschiedenen Volks- und Religionsgruppen Malawis und Unterstützer des Public Affairs Committee (PAC).
Bischof Mkhori besuchte 2003 auf Einladung von Bischof Leo Nowak das Bistum Magdeburg.